# Across My Heart
Across My Heart è un album in studio del cantante statunitense Kenny Rogers, pubblicato nel 1997.

## Tracce
1. To Me – 3:16 (Mack David, Mike Reid)
2. Write Your Name (Across My Heart) – 3:33 (Tony Harrell, Randy VanWarmer)
3. The Only Way I Know – 4:01 (Gary Burr, Mike Reid)
4. Have a Little Faith in Me – 3:59 (John Hiatt)
5. Sing Me Your Love Song – 4:17 (Jonathan Butler, Labi Siffre)
6. As God Is My Witness – 3:38 (Steve Glassmeyer, Warren Hartman, Kenny Rogers)
7. You're Not Asking Much – 4:27 (Eric Kaz, Ellen Shipley)
8. Only Once in a Lifetime – 3:28 (Keith Diamond, Michael Garvin, Anthony L. Smith)
9. Find a Little Grace – 4:40 (Jim Weatherly, Bob Welch)
10. See Me Through – 3:29 (Terry Sampson)